# Snæfellsnesvegur
La Snæfellsnesvegur (54) è una strada che segue la costa della penisola di Snæfellsnes in Islanda. Partendo dalla Vestfjarðavegur a nord, si dirige ad ovest verso lo Snæfellsjökull, per poi tornare verso est e ricongiungersi alla Hringvegur.

## Galleria d'immagini

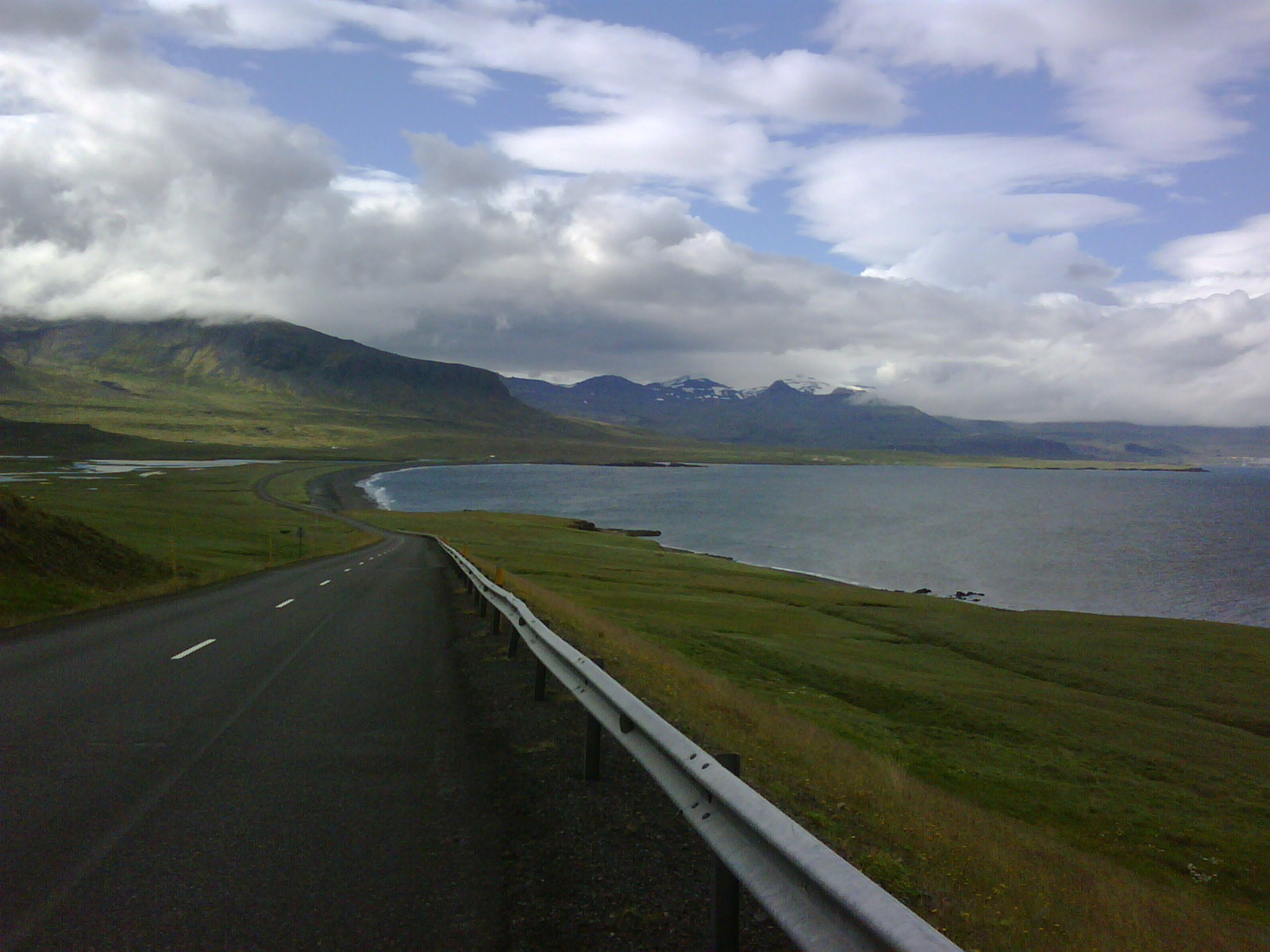
Strada numero 54
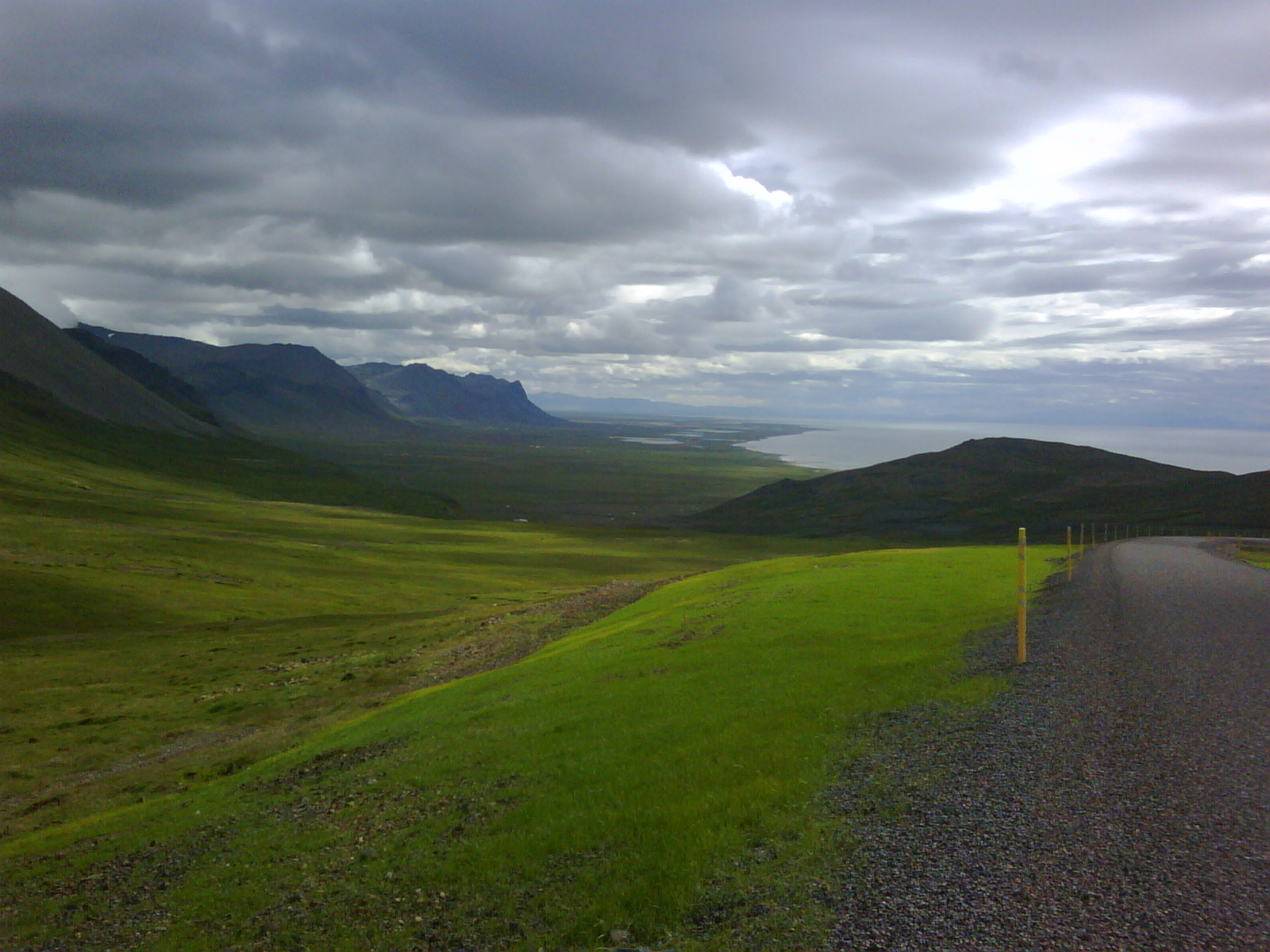
Passo sulla Strada numero 54
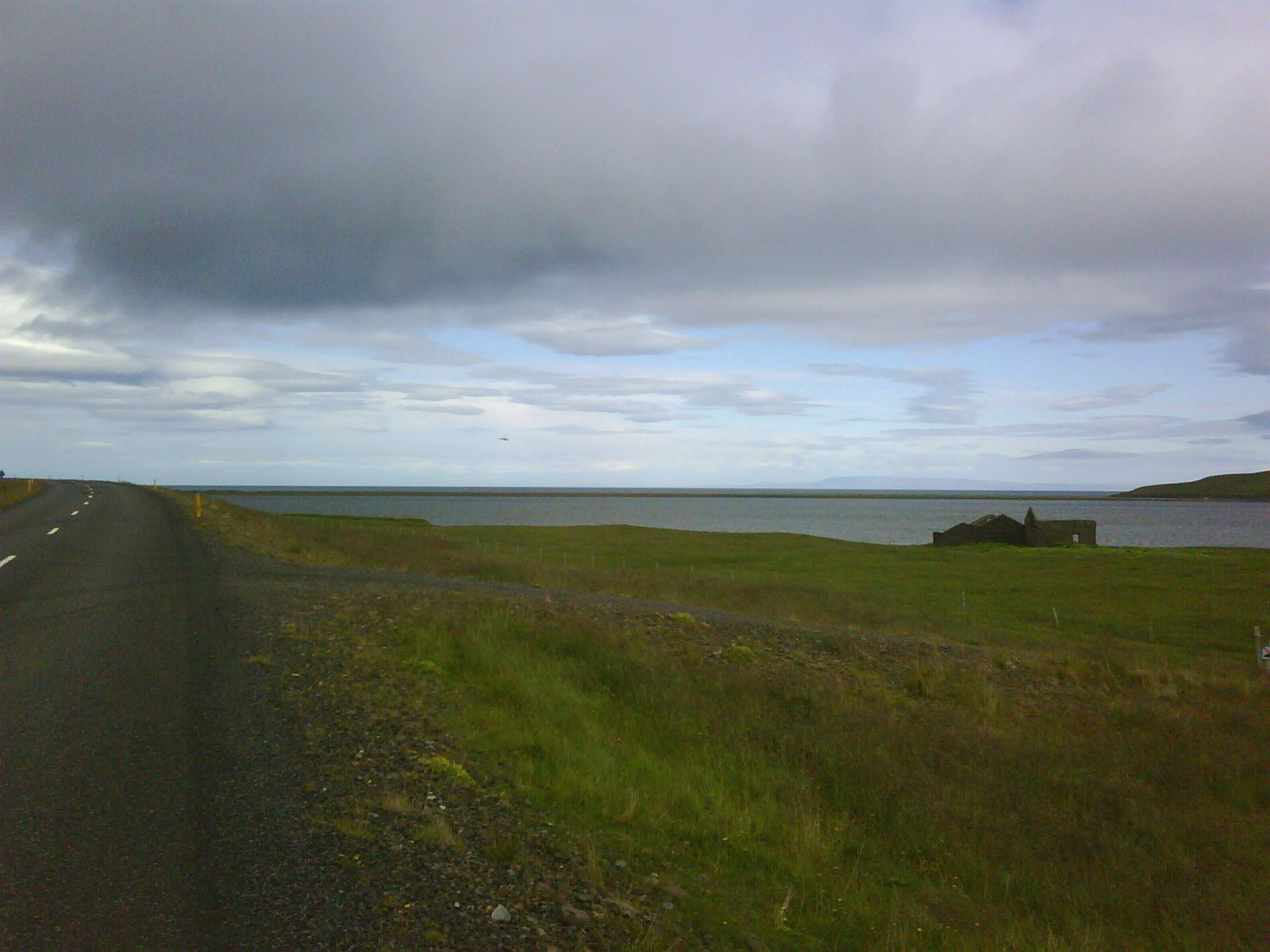
Costa della Strada numero 54
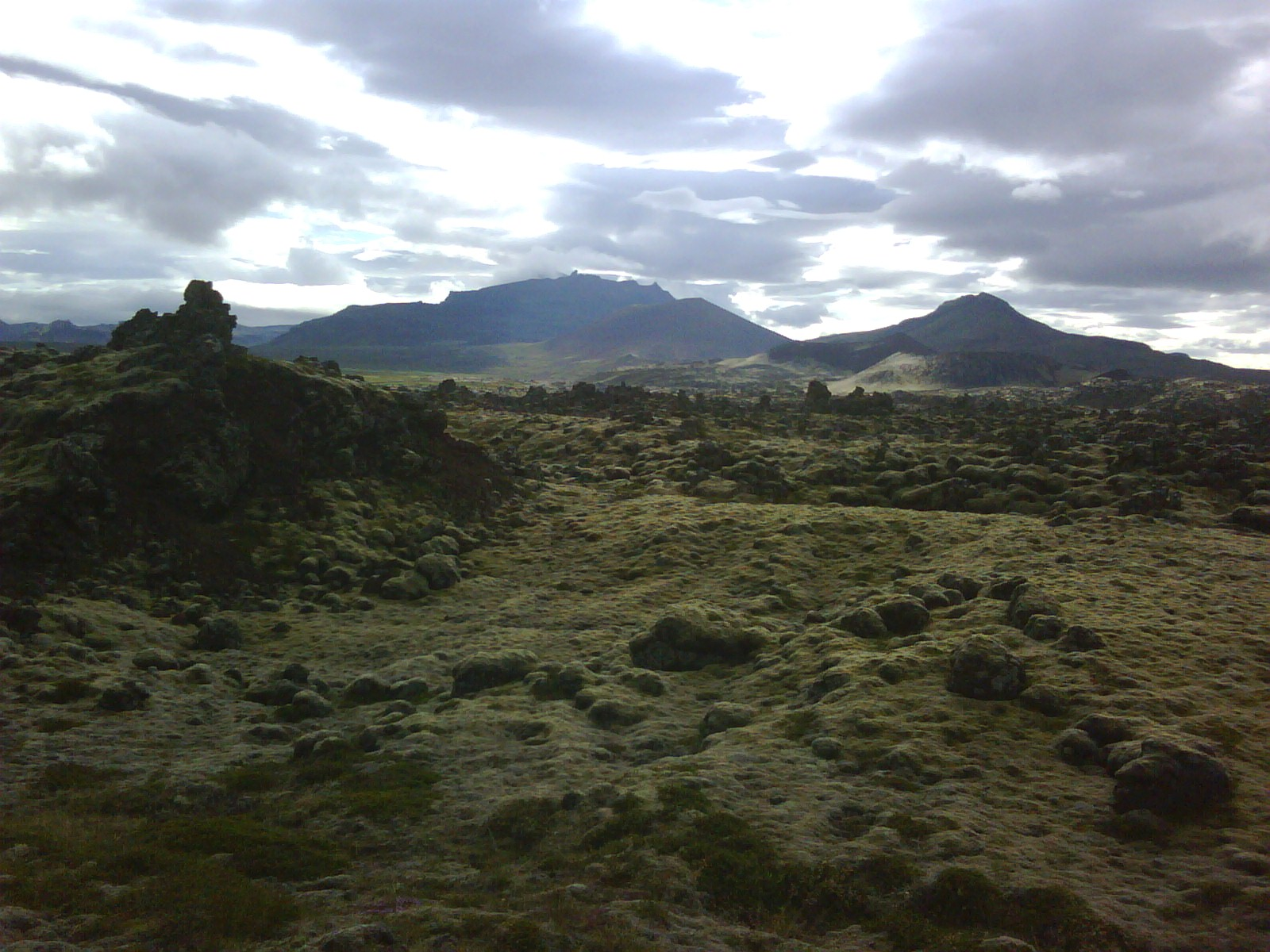
Campo di lava di Berserkjahraun lungo la Strada numero 54
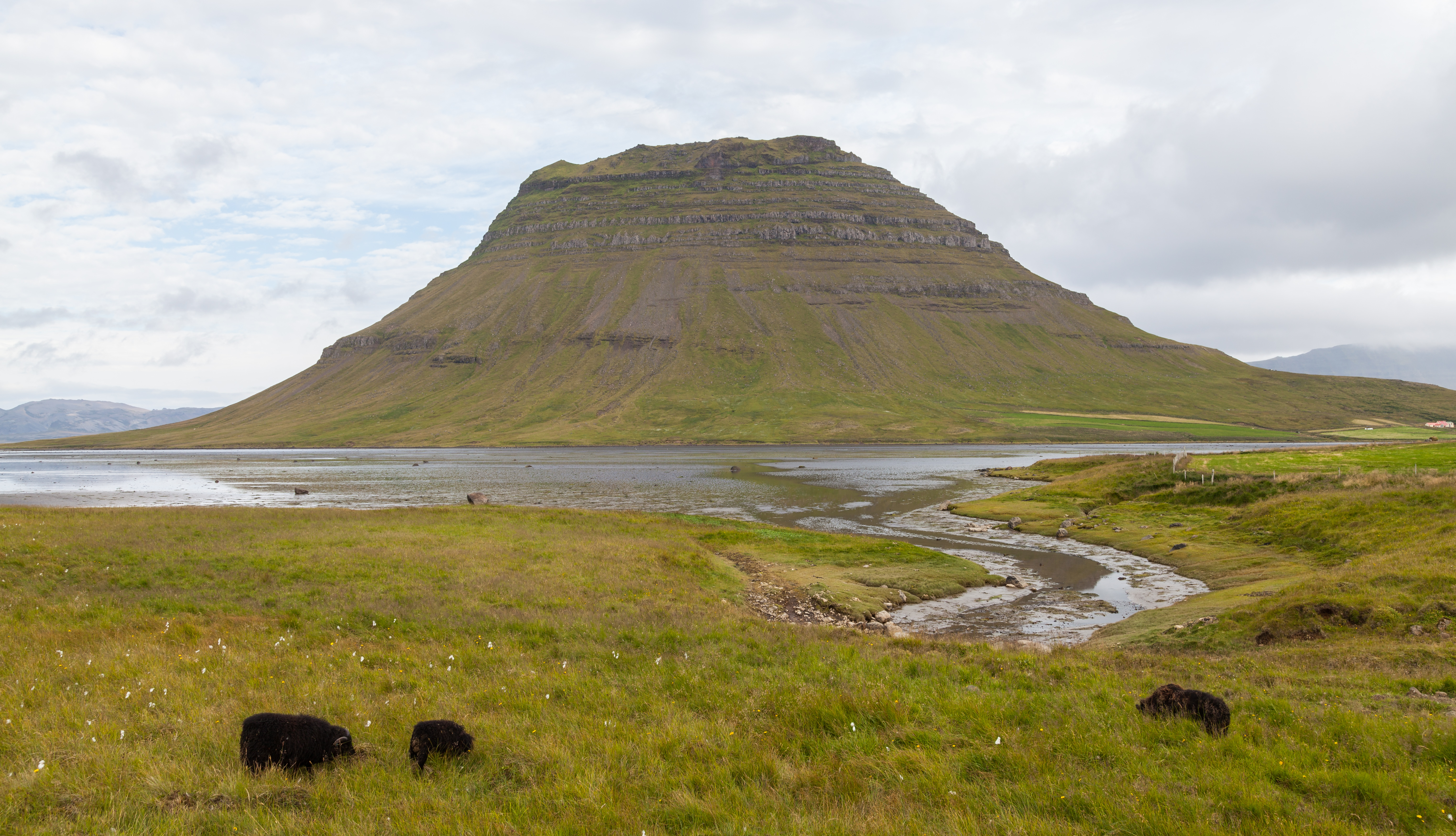
Monte Kirkjufell dalla Strada numero 54
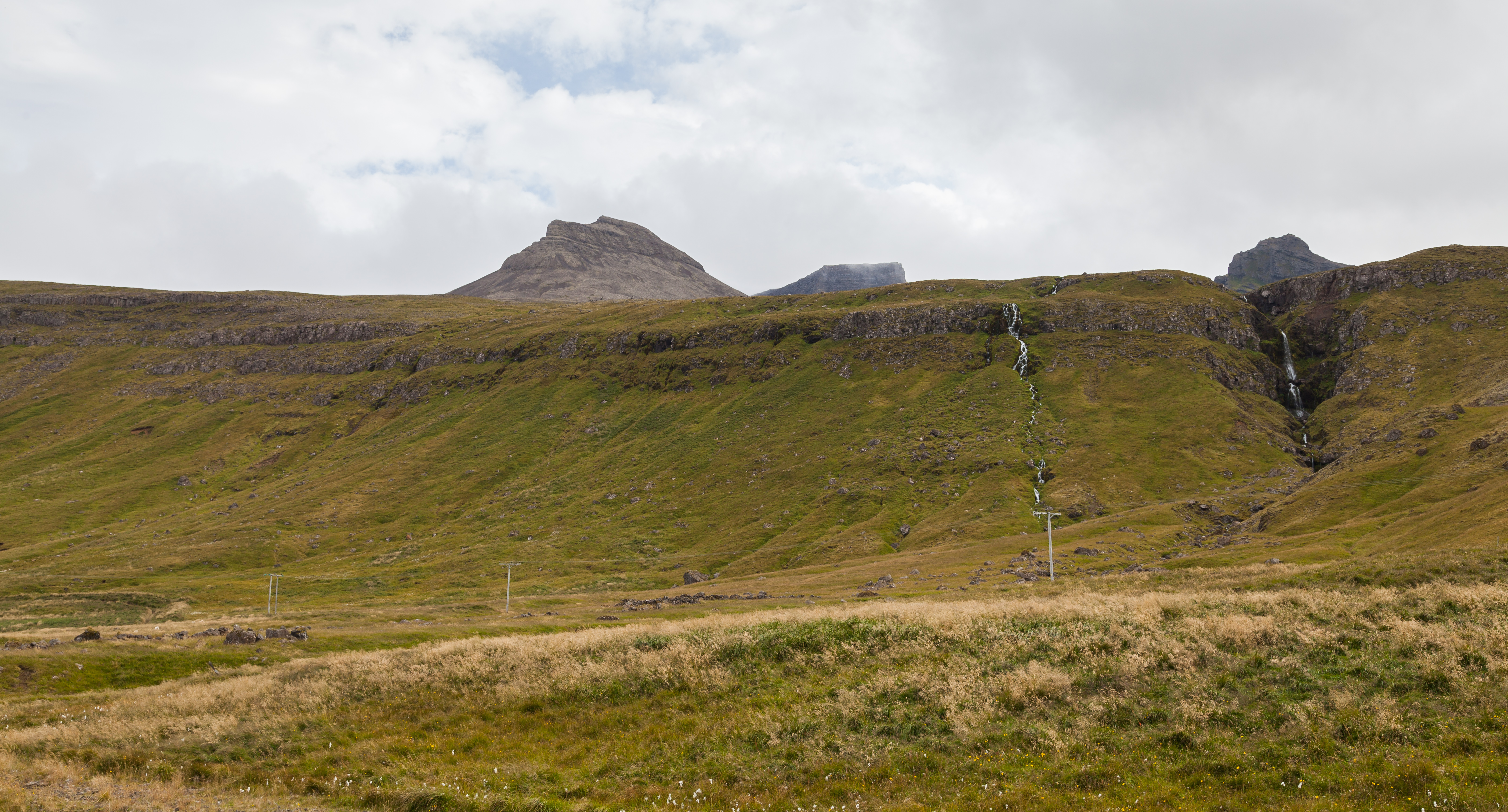
Búlandshöfði